# Czettler Jenő
Czétényi Czettler Jenő (Jászárokszállás, 1879. április 2. – Budapest, 1953. április 29.) jogászdoktor, közgazdász, egyetemi tanár, földművelésügyi államtitkár, az MTA levelező tagja, a Magyar Gazdaszövetség igazgatója, majd alelnöke.

## Élete

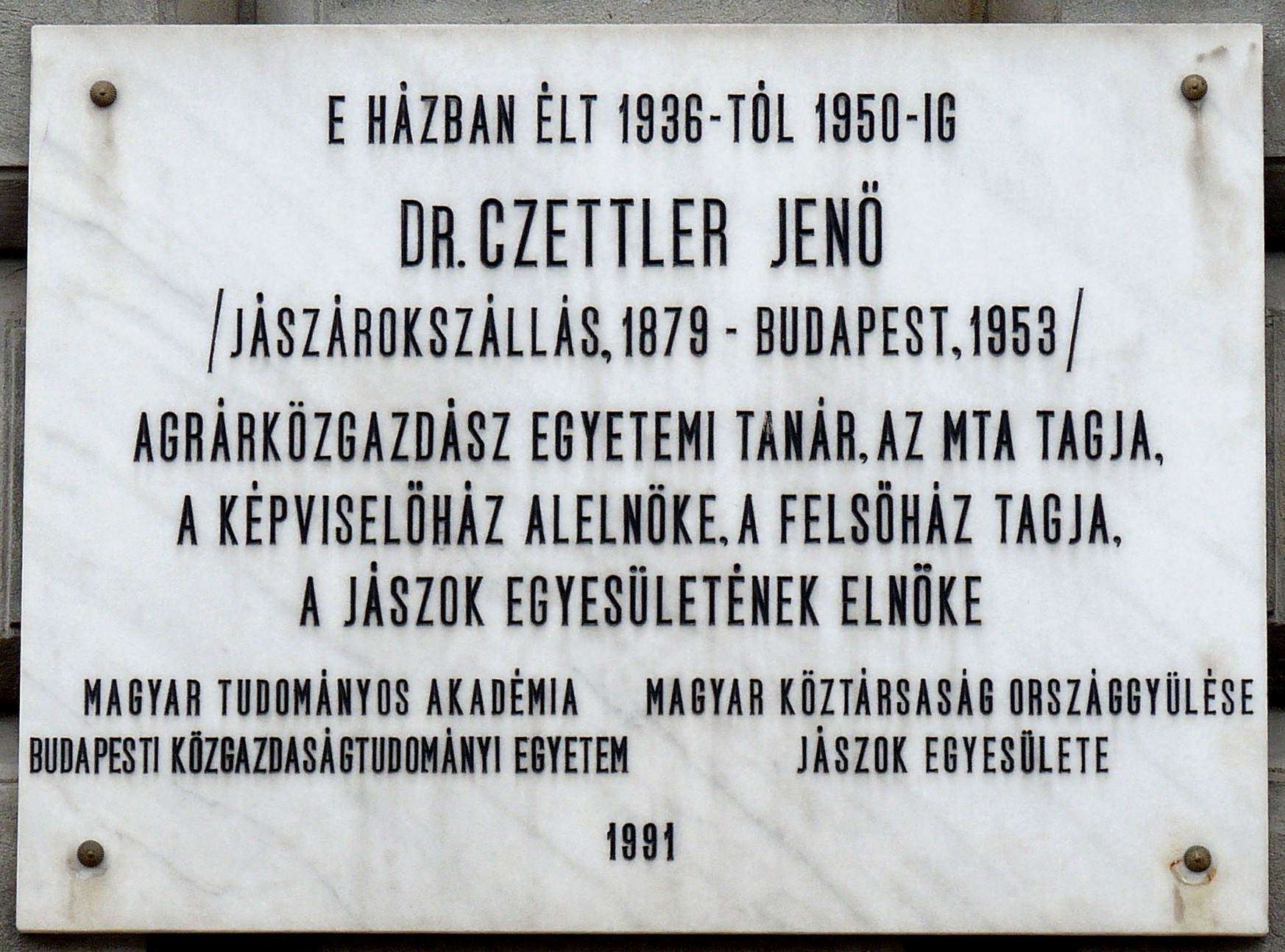
Emléktáblája az Andrássy út 85 falán

Középiskolai tanulmányait Jászberényben végezte, ezután Budapesten és Berlinben volt joghallgató, 1901-ben szerezte meg doktori címét. Ezután a Földművelésügyi Minisztériumba került.
1908-ban Berlinben járt, ahol a mezőgazdasági szociálpolitikát tanulmányozta, majd a skandináv államokban a mezőgazdasági szövetkezetek működését figyelte meg.
A szociálpolitika és közgazdaságtan, 1917-től pedig meghívott előadóként a bevezetés a nemzetgazdaságtan és a szociálpolitika ismeretébe című tárgyakat adta elő. Minisztériumi osztálytanácsosként lépett ki a minisztériumból és a Magyar Gazdaszövetség elnökeként működött tovább. A Tanácsköztársaság idején nem taníthatott, 1920-ban az egyetem közgazdasági karán rendes tanár, az 1924/25. tanévben dékán volt.
1920-ban és 1922-ben nemzetgyűlési képviselővé választották, 1927-ben és 1931-ben a jákóhalmi kerületet képviselte. 1927 és 1935 között egyik alelnöke volt a képviselőháznak.
1934-ben, amikor műegyetemet újjászervezték, a mezőgazdasági és állatorvosi karon lett nyilvános rendes tanár, az 1935/36. tanévre kinevezték a műegyetem rektorának. 1937-ben a felsőház életfogytiglan kinevezett tagja lett.
1922. május 11-én a Magyar Tudományos Akadémia levelező, 1949. november 29-én tanácskozó tagjává választotta. 1933-ban a Szent István Akadémia II. szakosztályának tagja lett. Részt vett a lengyel–magyar kapcsolatok ápolását célul tűző, elsősorban irodalommal foglalkozó Magyar Mickiewicz Társaság munkájában is.
Az ÁVH 1950 őszétől figyelte meg, majd ugyanezen év december 18-án letartóztatták. 1951. augusztus 10-én Jónás Béla tanácsa a Grősz-perben zárt tárgyaláson tíz társával együtt a „népköztársaság megdöntésére irányuló szervezkedés kezdeményezése és vezetése” vádjával, 1952 februárjában másodfokon 12 évi börtönre, vagyonelkobzásra, valamint a közügyektől 10 évre való eltiltásra ítélte.
1953. április 29-én hunyt el börtönben, az Újköztemető 301-es parcellájában helyezték nyugalomra. 1992-ben rokonai exhumálták és a tápiósági családi kriptában került végső nyughelyére.

## Művei
- A német agrárkrízis és a gabonavám. Budapest, 1901.
- A magyar ifjúság szociális feladatai. Budapest, 1904.
- A kereskedelmi politika világtörténelmi jelentősége a XX. században. Budapest, 1904.
- A magyar állam mezőgazdasági szociálpolitikája. Budapest, 1905.
- A szabadtanítás szervezete. Budapest, 1907. (Különnyomat a Magyar Gazdák Szemléjéből)
- Landwirtschaft Gesinde in Ungarn. Berlin, 1910.
- Jász gazdák - szász gazdák. Budapest, 1912.
- A szocialisták agrárprogrammja. Budapest, 1911.
- A falu kultúrképessége és a falusi kultúra védelme. Budapest, 1913.
- Népfőiskolák. Budapest, 1913.
- Tanyai település és tanyai központok. Budapest, 1913.
- A magyar mezőgazdasági szociálpolitikája. Budapest, 1914.
- A mezőgazdasági munka hatása a fiatalkorúak kriminalitásának leküzdésére. Budapest, 1914.
- Közélelmezésünk a háború után. Budapest, 1915.
- A földmívelő rokkant katonák jövője. Budapest, 1915.
- Kard és ekevas. Budapest, 1915.
- A hadirokkantak telepítése Magyarországon. Budapest, 1916.
- Rokkant telepítés Németországban és Ausztriában. Budapest, 1916.
- Innere Colonisation in Ungarn. ?, 1917.
- A svéd népfőiskolák. Budapest, 1917. (Különnyomat a Magyar Paedagogiából)
- Villamossági szövetkezetek a mezőgazdaságban. Budapest, 1917.
- A szövetkezetekről. Budapest, 1920.
- A többtermelés nemzeti fontossága. Budapest, 1920.
- Beszéde a forradalmi kormányok felelősségre vonásáról a Nemzgyűlés 1921. V. 24. üléséből. Budapest, 1921.
- A Magyar Gazdaszövetség és a birtokreform. Budapest, 1921.
- A magyar népfőiskolák. Budapest, 1921.
- A porosz állam feltámadása az első francia leigázás után. Budapest, 1922.
- Szövetkezeti előadások. Közgazdasági egyetemi hallgatók számára jegyezte Ihrig Károly. Budapest, 1922-23.
- Agrárkérdés és katholicizmus. Budapest, 1923.
- Az egyetemi közgazdaságtudományi kar célja és hivatása. Budapest, 1925.
- Bevezetés az egyetemes gazdaságtörténetbe. Előadásaiból összeáll. Szakál Lajos. Budapest, 1929.
- Szövetkezeti politika Előad. összeáll. Ihrig Károly. Budapest, 1931.
- Agrárpolitika. Budapest, 1932.
- Mezőgazdasági. szociálpolitika. Budapest, 1932.
- Földbirtokpolitika. Budapest, 1936.
- Az emberi gazdálkodás története. Budapest, 1939.
- Bartóky József emlékezete. Budapest, 1940.
- Serlegbeszéd. Budapest, 1941.

1925-1941: a Magyar Gazdák Szemléjének felelős szerkesztője volt.

## Betűjelei
Cz. J.; Cz. J. dr. (Budapesti Hírlap 1900, 1901).